# Збірка промінців надії
«Збірка промінців надії» (англ. Silver Linings Playbook — в прокаті був російською мовою під назвою «рос. Мой парень — псих» з українськими субтитрами) — американська драматична комедія Девіда Рассела, що вийшла 2012 року. Картина створена на основі однойменного роману Метью Квіка.
Сценарій картини написав Девід Рассел, продюсерами були Донна Джільйотті, Брюс Коен, Джонатан Гордон. Уперше фільм продемонстрували 8 вересня 2012 року на Міжнародному кінофестивалі у Торонто. Переклад та озвучення українською мовою зроблено студією «Омікрон» на замовлення Hurtom.com у рамках проєкту «Хочеш кіно українською? Замовляй!».

## Сюжет
| Зворушлива і весела історія, яка змушує не тільки головного героя, але й нас із вами поглянути на звичні речі з іншої, дивовижної, сторони. Після того, як головного героя залишає дружина, його життя кардинально змінюється. Він втрачає старих друзів і переїжджає до будинку батьків... Здавалося б, гірше не буває. Але життя завжди підносить усе найцікавіше в той момент, коли менш за все цього очікуєш. Знайомство з Тіффані — якраз той випадок.[7] |

## У ролях
| Актор            | Персонаж                                                           |
| ---------------- | ------------------------------------------------------------------ |
| Бредлі Купер     | Патріціо «Пат. Мол.» Солатано' (англ. Patrizio «Pat Jr.» Solatano) |
| Дженніфер Лоренс | Тіффані Максвел (англ. Tiffany Maxwell)                            |
| Роберт де Ніро   | Патріціо «Пат. Стар.» Солатано (англ. Patrizio «Pat Sr.» Solatano) |
| Джекі Вівер      | Долорес Солатано (англ. Dolores Solatano)                          |
| Кріс Такер       | Денні (англ. Danny)                                                |
| Джулія Стайлз    | Вероніка Максвел (англ. Veronica Maxwell)                          |
| Анупам Хер       | доктор Пател (англ. Dr. Patel)                                     |
| Бреа Бі          | Нікі (англ. Nikki)                                                 |
| Шей Віґем        | Джейк Солатано (англ. Jake Solatano)                               |
| Джон Ортіс       | Роні (англ. Ronnie)                                                |
| Пол Герман       | Ренді (англ. Randy)                                                |

## Сприйняття

### Критика
Фільм отримав загалом позитивні відгуки: Rotten Tomatoes дав оцінку 92 % на основі 224 відгуків від критиків (середня оцінка 8,1/10) і 88 % від глядачів із середньою оцінкою 4,2/5 (140,526 голосів), сказавши, що «Збірка промінців надії» простує заплутаним тематичним канатом, але чутлива режисура Девіда О. Рассела і сильна гра талановитого акторського складу дають справжню рівновагу", Internet Movie Database — 7,9/10 (179 219 голосів), Metacritic — 81/100 (45 відгуків критиків) і 8,2/10 від глядачів (400 голосів).
Кевін Джаґернот (англ. Kevin Jagernauth) із видання «The Playlist» сказав, що «Збірка промінців надії» — це «надзвичайно цікавий і такий, що подобається людям переможець, від режисера, чиє почуття гумору ще не було таким тонким». Девід Руні (англ. David Rooney) із «The Hollywood Reporter» сказав, що «флюїди між Купером і Лоуренс роблять їх приємними оку, а їхні колючі стосунки не можуть приховати взаємної симпатії».

### Касові збори
Під час показу у США впродовж першого (вузького, із 16 листопада 2012 року) тижня фільм показали у 16 кінотеатрах і він зібрав $443,003, що на той час дозволило йому зайняти 17 місце серед усіх прем'єр. Наступного (широкого, із 25 грудня 2012 року) тижня фільм показали у 745 кінотеатрах і він зібрав $4,079,314 (12 місце). Показ, станом на 2 травня 2013 року, тривав 168 днів (24 тижні) і зібрав у прокаті у США $131,504,964, а у світі — $102,249,028, тобто $233,753,992 загалом при бюджеті $21 млн.

### Нагороди і номінації[12]
| Рік  | Нагорода                                                | Категорія                                   | Номінант                                                                            | Результат |
| ---- | ------------------------------------------------------- | ------------------------------------------- | ----------------------------------------------------------------------------------- | --------- |
| 2012 | Міжнародний кінофестиваль у Торонто                     | Нагорода глядацьких симпатій                | Девід Рассел                                                                        | Перемога  |
| 2012 | San Diego Film Critics Society Awards                   | Найкращий актор                             | Бредлі Купер                                                                        | Номінація |
| 2012 | San Diego Film Critics Society Awards                   | Найкраща актриса                            | Дженніфер Лоренс                                                                    | Номінація |
| 2012 | San Diego Film Critics Society Awards                   | Найкращий адаптований сценарій              | Девід Рассел                                                                        | Номінація |
| 2012 | San Diego Film Critics Society Awards                   | Найкращий режисер                           | Девід Рассел                                                                        | Номінація |
| 2012 | San Diego Film Critics Society Awards                   | Найкращий фільм                             | фільм                                                                               | Номінація |
| 2013 | 85-та церемонія вручення нагороди «Оскар»               | Найкращий фільм                             | Брюс Коен, Донна Джільйотті, Джонатан Гордон                                        | Номінація |
| 2013 | 85-та церемонія вручення нагороди «Оскар»               | Найкраща чоловіча роль                      | Бредлі Купер                                                                        | Номінація |
| 2013 | 85-та церемонія вручення нагороди «Оскар»               | Найкраща жіноча роль                        | Дженніфер Лоренс                                                                    | Перемога  |
| 2013 | 85-та церемонія вручення нагороди «Оскар»               | Найкраща чоловіча роль другого плану        | Роберт де Ніро                                                                      | Номінація |
| 2013 | 85-та церемонія вручення нагороди «Оскар»               | Найкраща жіноча роль другого плану          | Джекі Вівер                                                                         | Номінація |
| 2013 | 85-та церемонія вручення нагороди «Оскар»               | Найкращий режисер                           | Девід Рассел                                                                        | Номінація |
| 2013 | 85-та церемонія вручення нагороди «Оскар»               | Найкращий адаптований сценарій              | Девід Рассел                                                                        | Номінація |
| 2013 | 85-та церемонія вручення нагороди «Оскар»               | Найкращий монтаж                            | Джей Кессиді, Криспін Страсерс                                                      | Номінація |
| 2013 | 66-та церемонія вручення нагород БАФТА                  | Найкраща чоловіча роль                      | Бредлі Купер                                                                        | Номінація |
| 2013 | 66-та церемонія вручення нагород БАФТА                  | Найкраща жіноча роль                        | Дженніфер Лоренс                                                                    | Номінація |
| 2013 | 66-та церемонія вручення нагород БАФТА                  | Найкращий адаптований сценарій              | Девід Рассел                                                                        | Перемога  |
| 2013 | 70-та церемонія вручення нагороди «Золотий глобус»      | Найкращий фільм — комедія або мюзикл        | фільм                                                                               | Номінація |
| 2013 | 70-та церемонія вручення нагороди «Золотий глобус»      | Найкраща чоловіча роль — комедія або мюзикл | Бредлі Купер                                                                        | Номінація |
| 2013 | 70-та церемонія вручення нагороди «Золотий глобус»      | Найкраща жіноча роль — комедія або мюзикл   | Дженніфер Лоренс                                                                    | Перемога  |
| 2013 | 70-та церемонія вручення нагороди «Золотий глобус»      | Найкращий сценарій                          | Бредлі Купер                                                                        | Номінація |
| 2013 | Премія Гільдії сценаристів США                          | Найкращий адаптований сценарій              | Девід Рассел                                                                        | Номінація |
| 2013 | Незалежний дух                                          | Найкращий режисер                           | Девід Рассел                                                                        | Перемога  |
| 2013 | Незалежний дух                                          | Найкраща чоловіча роль                      | Бредлі Купер                                                                        | Номінація |
| 2013 | Незалежний дух                                          | Найкраща жіноча роль                        | Дженніфер Лоренс                                                                    | Перемога  |
| 2013 | Незалежний дух                                          | Найкращий сценарій                          | Девід Рассел                                                                        | Перемога  |
| 2013 | Незалежний дух                                          | Найкращий повнометражний фільм              | Брюс Коен, Донна Джільйотті, Джонатан Гордон                                        | Перемога  |
| 2013 | 19-та церемонія вручення премії Гільдії кіноакторів США | Найкращий актор                             | Бредлі Купер                                                                        | Номінація |
| 2013 | 19-та церемонія вручення премії Гільдії кіноакторів США | Найкраща актриса                            | Дженніфер Лоренс                                                                    | Перемога  |
| 2013 | 19-та церемонія вручення премії Гільдії кіноакторів США | Найкращий акторський склад                  | Кріс Такер, Бредлі Купер, Анупам Хер, Джекі Вівер, Дженніфер Лоренс, Роберт де Ніро | Номінація |
| 2013 | 19-та церемонія вручення премії Гільдії кіноакторів США | Найкращий актор другого плану               | Роберт де Ніро                                                                      | Номінація |
| 2013 | Премія Гільдії сценаристів США                          | Найкращий адаптований сценарій              | Девід Рассел                                                                        | Номінація |